# Référendum slovène de 2017
Un référendum a lieu en Slovénie le 24 septembre 2017 pour décider de la construction d'une voie ferrée de 27 kilomètres de long nécessitant le creusement d'un tunnel ferroviaire, pour un coût estimé à un milliard d'euros.
Bien que seul un peu plus de 20 % des inscrits se soient rendus aux urnes, le projet est approuvé à 53,46 % et le référendum validé. En mars 2018 cependant, la Cour constitutionnelle invalide le résultat pour manquement du gouvernement à son devoir de neutralité en raison de son financement par des fonds publics de la campagne du « oui », entraînant l'organisation d'un second référendum en mai 2018.

## Objet
Il s'agit d'un référendum d'initiative populaire concernant un projet de loi voté par l'assemblée visant à la construction d'une seconde voie ferrée entre Koper et Divača afin de désenclaver le port de Koper, en pleine croissance ; et dont le coût est estimé à plusieurs centaines de millions d'euros.

### Question
La question posée en slovène est la suivante :
« Ali ste za to, da se uveljavi Zakon o izgradnji, upravljanju in gospodarjenju z drugim tirom železniške proge Divača-Koper (ZIUGDT), ki ga je sprejel Državni zbor na seji dne 8. maja 2017? »
Soit en français :

« Approuvez-vous la construction, mise en service et l'administration de la seconde voie ferrée de la ligne Divača-Koper, telles que votées par l'Assemblée nationale le 8 mai 2017 ? »

## Historique
Le gouvernement slovène présente le projet de loi en 2017 en comptant sur une aide de l'Union européenne pouvant aller jusqu'à 200 millions d'euros. Le projet est présenté à l'Assemblée nationale le 20 avril et approuvé par 49 voix contre 24. Le 26 avril, néanmoins, le Conseil national le rejette par 23 voix contre 2, obligeant la chambre basse à une relecture, qui aboutit à un second vote positif le 8 mai par 56 voix contre 19.
Entre-temps, un comité de collecte de signature nommé Davkoplačevalci se ne damo (« Les contribuables ne doivent pas payer ») mené par Vili Kovačič entreprend les démarches pour déclencher l'organisation d'un référendum d'initiative populaire en accord avec les articles 90-1, 97 et 99 de la constitution slovène, permettant cette forme de démocratie directe lorsqu'un minimum de 2 500 signatures est réunie, puis au moins 40 000 dans un délai d'un mois.
Le 15 mai, le comité dépose un total de 4 500 signatures permettant le début officielle de la collecte entre le 19 mai et le 22 juin, période au cours de laquelle 48 000 signatures sont récoltées. Le 5 juillet suivant, le parlement fixe alors la date d'organisation du référendum, qui est remise en cause le 21 devant la Cour constitutionnelle de la Slovénie par le comité qui souhaite que le scrutin ait lieu en même temps que l'élection présidentielle du 22 octobre afin d'assurer une plus grande participation. La Cour rejette cependant cette demande, et confirme l'organisation du référendum le 24 septembre.
L'opposition au gouvernement de Milo Cerar (centre gauche) fait de cette question un cheval de bataille en prévision des futures législatives de 2018.

## Importance et coût
Cette seconde ligne ferroviaire a pour but le désengorgement de la ligne existante qui assure le trafic de l'unique port lourd du pays, Koper, évalué à 22 millions de tonnes en 2016. La nécessité du percement d'un tunnel dans ce pays montagneux entraîne un coût du projet estimé à un milliard d'euros. Au 4 juillet 2017, le gouvernement de la Slovénie est assuré d'un financement de 44,3 millions d'euros par l'Union européenne. La Hongrie, pays enclavé dont une importante partie des importations transitent par Koper, serait également prête à participer au financement à hauteur de 200 millions d'euros.

## Quorum
Le référendum est légalement contraignant. Néanmoins, pour être valable, un résultat négatif doit cumuler deux conditions : le total de voix pour le « Non » doit obtenir la majorité absolue des suffrages exprimés et atteindre le quorum de 20 % des inscrits sur les listes électorales.

## Sondages
Selon un sondage du journal slovène Delo organisé début juillet, 56 % des sondés voteraient contre le projet. Les intentions de participation ne sont cependant pas sondées.

## Résultats
| Choix               | Votants   | Votants | Inscrits | Inscrits |  |
| Choix               | Voix      | %       | %        | Quorum   |  |
| ------------------- | --------- | ------- | -------- | -------- |  |
| Pour                | 186 877   | 53,47   | 10,91    |          |  |
| Contre              | 162 596   | 46,53   | 9,49     | 20 %     |  |
|                     |           |         |          |          |  |
| Votes exprimés      | 349 473   | 99,74   | 20,40    |          |  |
| Blancs et invalides | 2 619     | 0,26    | 0,15     |          |  |
| Total des votants   | 352 092   | 100,00  | 20,55    |          |  |
|                     |           |         |          |          |  |
| Abstentions         | 1 361 440 |         | 79,45    |          |  |
| Inscrits            | 1 713 532 | 100,00  |          |          |  |

| Votes Pour (53,47 %) |  |  | Votes Contre (46,53 %) |
| ▲                    |  |  |                        |
| Majorité absolue     |  |  |                        |

## Invalidation
Six mois plus tard, la Cour constitutionnelle invalide le résultat du référendum à la suite d'un recours de Vili Kovačič, reprochant au gouvernement d'avoir manqué à son devoir de neutralité en finançant la campagne du « Oui » avec des fonds publics à hauteur de 97 000 euros. Cette décision, qui intervient dans un contexte de forte contestation sociale, entraîne le 14 mars la démission du président du gouvernement Miro Cerar à trois mois des élections législatives, ce dernier estimant que « les forces du passé ne nous permettent pas de travailler pour les générations futures ». Il laisse au président de la République Borut Pahor le soin de décider ou non de procéder à des élections anticipées. La cour impose l'organisation d'un second vote, qui a lieu le 13 mai 2018.